# IC 3194
IC 3194 ist eine elliptische Galaxie vom Hubble-Typ E4 im Sternbild Coma Berenices am Nordsternhimmel, die schätzungsweise 61 Millionen Lichtjahre von der Milchstraße entfernt ist. Die Galaxie wird unter der Katalognummer VCC 452 als Teil des Virgo-Galaxienhaufens gelistet.

Im gleichen Himmelsareal befinden sich die Galaxien IC 3184, IC 3185, IC 3189, IC 3216.
Das Objekt wurde am 23. März 1903 von dem deutschen Astronomen Max Wolf entdeckt.